# Volontaires hongrois durant la guerre d'Hiver

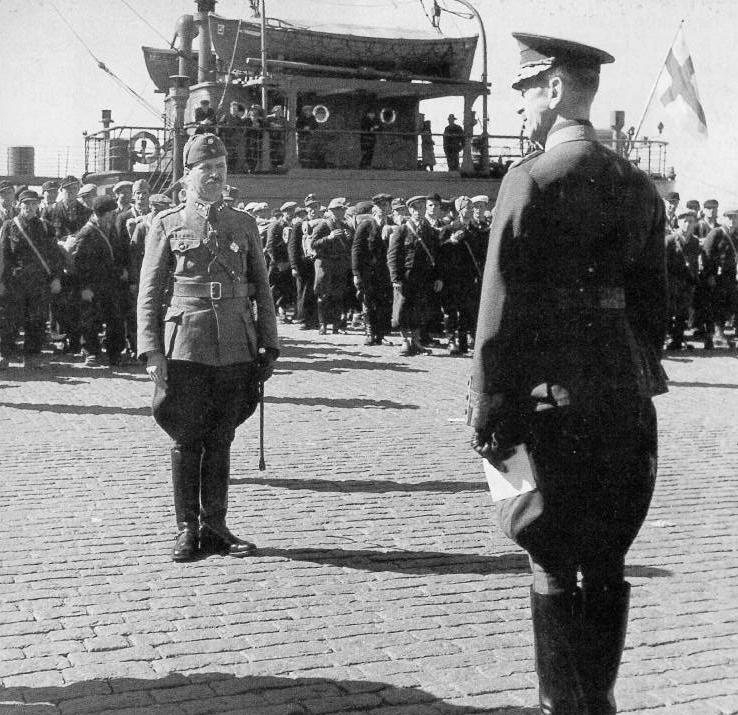
Des volontaires hongrois quittent la Finlande après la guerre d'Hiver. Le groupe était dirigé par le capitaine Imre Kémeri Nagy. En face de lui se trouve le lieutenant-général Oscar Enckell.

Les volontaires hongrois durant la guerre d'Hiver voyagèrent pour se battre avec les Finlandais après l'invasion soviétique de la Finlande en 1939. Pour de multiples raisons, les volontaires du royaume de Hongrie se battirent du côté de la Finlande pendant la guerre d'Hiver (1939-1940) contre l'Union soviétique.

## Relations hongro-finnoise avant et après la Première Guerre mondiale
À la fin du XIXe siècle, l'affinité linguistique finno-ougrienne devint largement acceptée après un grand débat public. Certains scientifiques hongrois (par exemple l’orientaliste Ármin Vámbéry) et intellectuels (par exemple János Arany, Mór Jókai) ne surent accepter que la nation hongroise avait des relations familiales en Europe du Nord. Pour eux, les relations avec les Huns ou les peuples turcs paraissaient beaucoup plus plausibles, surtout dans les années du millénaire hongrois vers 1896. À ce moment le peuple finlandais, vivant dans la Russie tsariste, étaient réceptifs à l'idée d’une affinité finno-ougrienne et considéraient la nation hongroise fière et éprise de liberté comme un idéal.
Après la Première Guerre mondiale, la Finlande devint indépendante, mais la Hongrie perdit la guerre et environ les deux tiers de son territoire à la suite du traité de Trianon. Un tiers des Hongrois se retrouvèrent soudainement à l'extérieur des frontières de la Hongrie, et se retrouvèrent de plus en plus isolé. La Finlande fut l'un des rares pays européens qui ressentit de la sympathie envers la Hongrie. Les Hongrois, à leurs tours, considérèrent alors la Finlande nouvellement indépendante et démocratique comme un idéal. Pour cette raison, de bonnes relations apparurent entre les deux pays au cours des années 1920.
Lorsque la guerre d'Hiver éclata entre la Finlande et l'Union soviétique, de nombreux Hongrois ressentirent une grande sympathie envers les Finlandais et voulurent les aider.

## Appui hongrois en Finlande

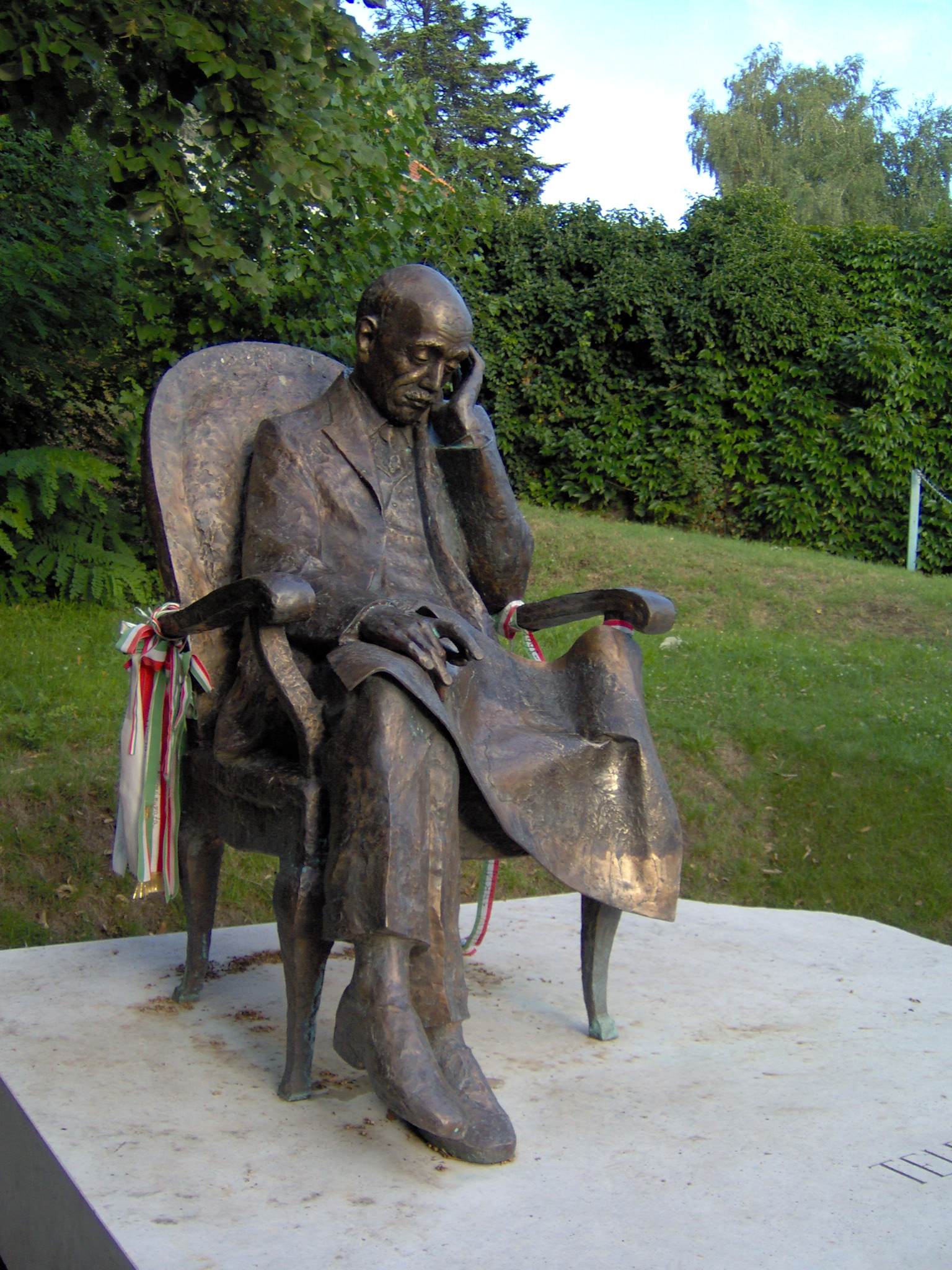
Statue du comte Pál Teleki, qui organisa le soutien hongrois à la Finlande pendant la guerre d'Hiver, à Balatonboglár, en Hongrie.

Le gouvernement hongrois ne soutenait pas officiellement la Finlande, mais secrètement commença à chercher des moyens pour l'aider. En outre, des organisations non gouvernementales commencèrent à organiser le soutien de la Finlande. La Hongrie aida la Finlande en donnant des dons d’argent, d'armes et en envoyant des militaires volontaires.
L'association hongro-finlandaise commença à organiser des collectes à travers tout le pays dans les premiers jours de décembre comme « Frère pour frère » et « Mères hongroises pour les enfants finlandais ». Des collectes de dons et de vêtements furent organisées par la Croix-Rouge hongroise, qui organisa également l'envoi de cette aide à la Finlande. Le prix Nobel Albert Szent-Györgyi offrit tout l’argent de son prix à la Finlande.
Le gouvernement du comte Pál Teleki envoya de l‘armement et du matériel de guerre d'une valeur de 1 million de pengős hongrois via des navires britanniques et italiens pendant la guerre d'Hiver (avec l’accord du gouverneur Miklós Horthy). Cela incluait 36 canons anti-aériens doté de 10 250 obus, 16 mortiers avec 32 240 obus, 300 fusils avec 520 000 cartouches, 30 fusils antichars avec 3 300 cartouches (pris à l'armée de terre polonaise), 300 000 grenades à main, 3 654 mines antipersonnel, 93 680 casques, 223 émetteurs-récepteurs militaires, et 26 000 bandoulières.
Le recrutement des volontaires commença le 16 décembre avec l'impression de brochures de recrutement. Les actes du gouvernement de Teleki étaient motivés d'une part pour aider une nation sœur, et d'autre part par l'attitude farouchement anti-communiste et anti-soviétique de l'élite hongroise.

## Bataillon détaché de volontaires hongrois

### Les volontaires
Pendant la guerre d'Hiver, environ 25 000 hongrois postulèrent pour combattre en Finlande. Les candidats subirent un processus de sélection ardu: les seules demandes qui furent acceptées étaient des hommes célibataires qui avaient déjà accompli leur service militaire obligatoire, qui n'avait pas de casier judiciaire, et qui n’était pas des sympathisants communistes.
Finalement, 350 candidats furent acceptés qui venaient principalement des environs de Budapest, Nagykanizsa et Debrecen. Ils avaient pour la plupart entre 18 et 30 ans.
Leur formation militaire commença le 10 janvier et prit presque un mois. Les volontaires formèrent un bataillon commandé par le capitaine Imre Kémeri Nagy. Le bataillon détaché de volontaires hongrois comptait 24 officiers, 52 sous-officiers, 2 médecins et 2 aumôniers; pour un total de 346 officiers et soldats.

### Départ pour la Finlande

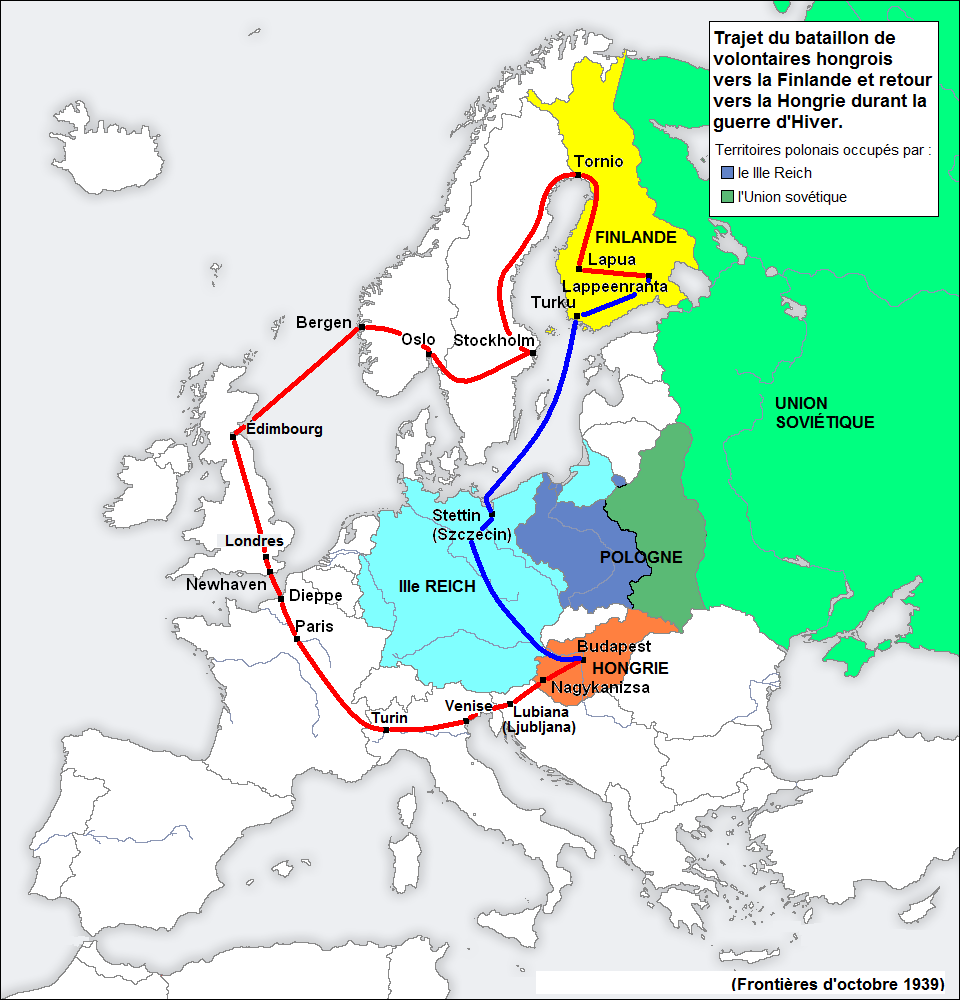
Routes empruntées par le bataillon de volontaires vers la Finlande (ligne rouge) et vers la Hongrie (ligne bleue) pendant et après la guerre d'Hiver.

Le voyage vers la Finlande fut très difficile, parce que le Reich allemand avait interdit le transit d'armes et de matériel de guerre à travers son territoire (y compris les territoires polonais occupés). C’était un simple respect du pacte Molotov-Ribbentrop, mais aussi parce que Teleki n’avait pas donné la permission à la Wehrmacht d'utiliser des lignes de chemin de fer hongrois pour attaquer la Pologne. Le gouvernement allemand était également mécontent que le gouvernement Teleki eut donné refuge à des milliers de réfugiés polonais après l'invasion allemande et soviétique de la Pologne en raison de l'amitié hongro-polonaise.
Pour cette raison, les volontaires devaient traverser la Yougoslavie, l'Italie, la France, le Royaume-Uni, la Norvège et la Suède pour se rendre en Finlande. Ils voyagèrent sans armes dans un train spécial, officiellement comme des « touristes allant faire un camp de ski ». Le bataillon embarqua à Édimbourg pour Bergen dans le cadre d'un convoi. Ce convoi devait être couvert dans les airs et par la marine parce que le Royaume-Uni et le Reich allemand étaient en l'état de guerre et qu’il y avait fort à craindre d’attaques allemandes (« Drôle de guerre »). Enfin, le bataillon arriva en Finlande, le 2 mars, après un voyage de trois semaines.

### En Finlande
En Finlande, le bataillon fut cantonné à Lapua, dans le centre de formation des volontaires internationaux. A Lapua, ils suivirent un autre entraînement militaire, apprirent à skier et la guerre en hiver. Avant que le bataillon hongrois ne put voir une action militaire, le traité de paix fut signé à Moscou, le 12 mars à Moscou, si bien que de nombreux ressentirent de la frustration.
Dans les derniers jours de mars, le maréchal Mannerheim visita Lapua où il rencontra le bataillon hongrois. Il exprima ses remerciements à tous les volontaires pour être venu en Finlande et promut le lieutenant Imre Nagy Ķemeri au grade de capitaine (cette promotion fut plus tard entérinée par l'état-major hongrois). Du 17 avril au 19 mai, le bataillon hongrois servit en Carélie, à la nouvelle frontière du pays à Lappeenranta.

### Retour en Hongrie
Le bataillon hongrois embarqua à Turku le 20 mai 1940, d'où un bateau à vapeur partit pour Stettin, dans le Reich allemand (aujourd'hui Szczecin, en Pologne). A Turku, l'Ordre de la Rose Blanche de Finlande fut décerné aux officiers hongrois. Ils voyagèrent à travers le Reich allemand par train spécial sous garde allemande. Le gouvernement allemand leur avait donné une autorisation spéciale pour utiliser les lignes de chemin de fer allemandes afin de parvenir en Hongrie. Les dépenses engendrées par le voyage de retour furent prises en charge par le ministère finlandais de la Défense. Les volontaires arrivèrent à Budapest le 28 mai. Ils furent accueillis par le premier ministre le comte Pál Teleki.

## Autres volontaires hongrois dans la guerre d'Hiver
En dehors du bataillon de volontaire hongrois, d’autres volontaires hongrois combattirent durant la guerre d'Hiver dans l'armée de terre finlandaise à titre individuel. Le sous-lieutenant Mátyás Pirityi servit dans la force aérienne finnoise et participa à plus de 20 sorties. L'avion de l'adjudant Vilmos Békássy disparut au-dessus du golfe de Botnie. Géza Szepessy, avec quatre camarades du collège technique militaire de Berlin, se rendit en Finlande, où il fut blessé au combat.

## Mémoire des volontaires hongrois
En Hongrie, sous le régime communiste (entre 1949 et 1989), l'histoire du bataillon des volontaires hongrois n'était pas étudiée (la liste des noms des volontaires fut trouvée en Finlande). Les survivants ont aujourd'hui en 2014, bien plus de 80 ans. Ils ne pouvaient raconter qu’oralement leurs expériences pendant ce temps, donc la recherche proprement dite de l'histoire du bataillon ne put commencer que dans les années 1990.
De nombreux volontaires perdirent la vie durant la Seconde Guerre mondiale et certains moururent de vieillesse. Depuis 1991, les anciens combattants finlandais et hongrois purent se rencontrer et se rendre visite. Ces réunions furent prises en partie en charge par le ministère de la Défense hongrois. En 1991, des médaillons furent remis aux anciens combattants hongrois encore vivant, à l'ambassade de Finlande à Budapest.
La mémoire des volontaires hongrois a été préservée par des plaques commémoratives à Lapua et à Lappeenranta, en Finlande.